# Taux de couverture
Le taux de couverture est un ratio utilisé en économie. Il vise à ramener le solde de la balance des transactions courantes (balance commerciale (qui concerne les exportations et importations de biens marchands, et non de services) + balance des invisibles (qui concerne la somme des services, des revenus et des transferts courants déclarés), à un pourcentage. C'est donc un indicateur mesurant l'indépendance économique d'un État. Ce taux peut être spécifique à une marchandise particulière, ou global.

## En France

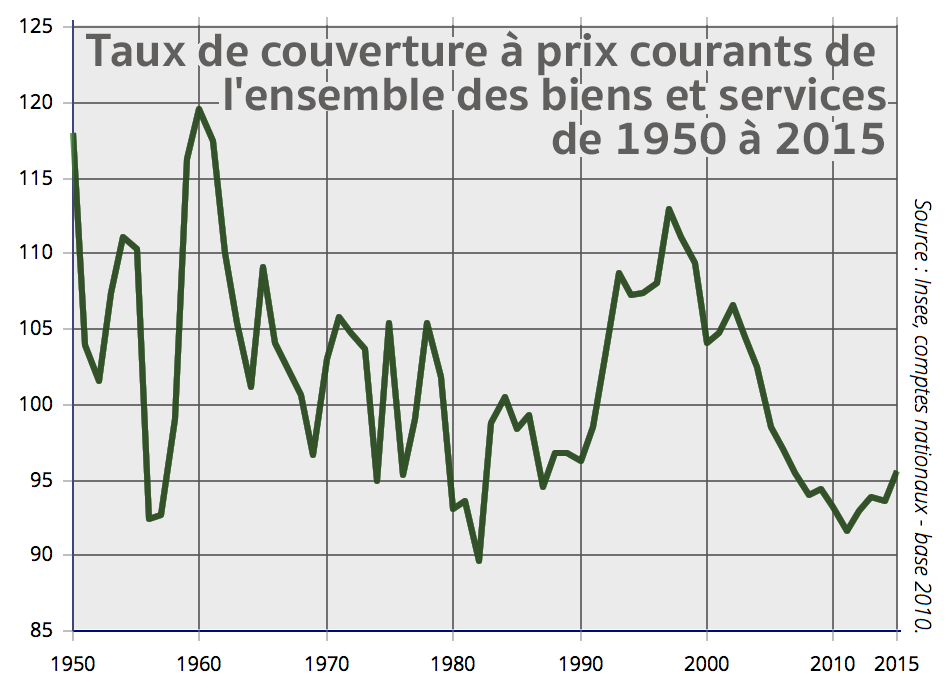
Taux de couverture (à prix courants, sur une base 2010) de l'ensemble des biens et services de 1950 à 2015, d'après des données INSEE et douanières

L'INSEE calcule et réactualise le Taux de couverture à prix courants de l'ensemble des biens et services (graphique ci-contre), à partir des statistiques douanières. Son évolution temporelle (par rapport à une base 2010) a la forme d'une courbe irrégulière en fortes "dents de scie", qui en moyenne décroit régulièrement de 1950 à 2015.

## Calcul
On obtient le « taux de couverture » en effectuant le rapport exportations/importations et en multipliant le résultat par 100.
Taux de couverture = {\displaystyle {\frac {valeurexportations}{valeurimportations}}\times 100}

## Interprétation
- Si le taux de couverture est inférieur à 100, la balance commerciale est déficitaire. On dit que le solde commercial est « négatif ».
- si le taux de couverture est égal à 100, la balance commerciale est équilibrée et on dit que le solde commercial est « nul ».
- Enfin, si le taux de couverture est supérieur à 100, la balance commerciale est excédentaire et le solde commercial dit « positif ».